# معبد داش‌کسن
معبد داش‌کَسَن یا معبد اژدها بنایی صخره‌ای است که در حاشیهٔ روستای ویر در حدود ۱۵ کیلومتری جنوب شرقی شهر تاریخی سلطانیه در استان زنجان واقع شده است. معبد سنگی داش‌کسن مربوط به دورهٔ ایلخانیان است. در این بنا دو نقش برجستهٔ اژدها و چند محراب اسلامی در دو سمت آن و به قرینه یکدیگر حجاری شده است. این نقش‌برجسته‌ها از معدود نقوش اژدها در ایران هستند و تأثیر فرهنگ شرق دور (مغولستان و چین) را در عصر ایلخانان نشان می‌دهند. برخی قدمت این معبد را به قبل از اسلام رسانده‌اند و معتقدند که در زمان ایلخانان نقوشی از جمله اژدها بر آن افزوده شده است.
شکل‌گیری این معبد پس از مرگ ارغونشاه، با پشتکار الجای خاتون خواهر سلطان محمد خدابنده آغاز شد، ولی به پایان نرسید. آثار به جای مانده در محل این احتمال را قوت می‌بخشد که ایلخان مغول ارغون پیش از گرایش به دین اسلام، اقدام به ساخت این معبد نموده‌باشد.
آثار زیادی از شکل نخست این معبد باقی نمانده و تنها سنگ‌های بزرگ و پراکنده در گوشه کنار معبد دیده می‌شود. بسیاری از سنگ‌ها در اتاقک‌های شیشه ای مسقف در معرض دید بازدیدکنندگان قرار داده شده است. محدوده معبد اژدها مستطیلی و به ابعاد تقریبی ۱۰۰ متر در ۵۰ متر است که یک قسمت از آن به واسطه حفاری در تپه ایجاد شده است. (معرفی منبع نشریه همشهری جوان شماره ۳۱۲) چند تندیس اژدها در این معبد وجود دارد.

## نام گذاری
داش‌کَسَن در زبان ترکی به معنای سنگ‌تراش است. همچنین گاه این اثر با نام معبد اژدها شناخته می‌شود.

## موقعیت
معبد تاریخی داش‌کسن از سمت شمال به دشت سلطانیه، شهر قدیم سلطانیه، گنبد سلطانیه، آرامگاه چلبی‌اوغلو و آرامگاه ملاحسن کاشی قرار دارد و بخشی از محور فرهنگی تاریخی سلطانیه را تشکیل می‌دهد.
راه رسیدن به معبد در سال ۱۳۸۹ زیرسازی و در سال ۱۳۹۸ آسفالت شده است. تابلوهای راهنما در طول مسیر و نیز امکانات رفاهی برای گذراندن شب نیز در سایت تاریخی وجود دارد. در کنار معبد یک کانکس کوچک و نمازخانه نیز وجود دارد که نگهبان سایت در آن زندگی می‌کند.

## نقش اژدها و مقرنس‌کاری
نقش‌های اژدها به طول ۵ متر و عرض ۱٫۵ متر بزرگ‌ترین نقوش تزیینی این معبد است. همچنین بر روی طاقچه‌های معبد، مقرنس‌کاری‌های ظریفی صورت گرفته است. نقوش اسلیمی با طرح‌های متنوع در تزئینات معبد داش‌کسن دیده می‌شود. در ساخت این معبد تقارن طولی در نظر بوده و این تقارن در کلیه بخش‌های معبد به چشم می‌خورد.

## آثار ملی ایران
نقش برجسته داش کسن مربوط به دوره ایلخانی است و در شهرستان سلطانیه، بخش سلطانیه، روستای ویر واقع شده و این اثر در تاریخ ۳ اسفند ۱۳۵۳ با شمارهٔ ثبت ۱۰۲۶ به‌عنوان یکی از آثار ملی ایران به ثبت رسیده است.